# Île Itaguaçu
L'île Itaguaçu se situe dans l'océan Atlantique, sur le littoral sud du Brésil, dans la baie de Babitonga. 
Itaguaçu signifie « lieu aux grandes pierres » en langue tupi.